# Miklós Gimes

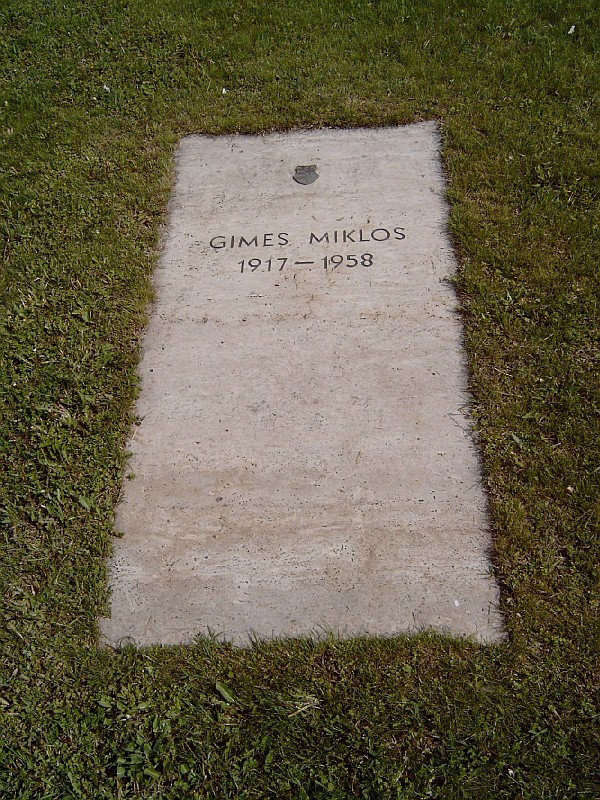
Miklós Gimes. Grab auf dem Budapester Új köztemető (Neuer Friedhof)

Miklós Gimes (geboren 23. Dezember 1917 in Budapest, Österreich-Ungarn; gestorben 16. Juni 1958 in Budapest) war ein ungarischer Journalist und kommunistischer Politiker. Nach dem Ungarischen Volksaufstand 1956 wurde er hingerichtet.

## Leben
Miklós Gimes Eltern waren Ärzte und im Jahr 1919 aktive Unterstützer der Ungarischen Räterepublik. Der Vater Miklós Gimes wurde 1944 von den faschistischen Pfeilkreuzlern deportiert und starb in Leitmeritz an Typhus.
Miklós Gimes, seine Schwester Juca und die Mutter Lilly Hajdu überlebten den Holocaust dank von Raoul Wallenberg ausgestellten schwedischen Schutzpässen. Sie schlossen sich nach der Befreiung Ungarns der Ungarischen Kommunistischen Partei an, aus der 1948 die Partei der Ungarischen Werktätigen hervorging.
Miklós Gimes wurde Herausgeber der Zeitung Szabad Nép. Als er sich 1948 journalistisch und politisch gegen die Verbreitung der Freudschen Lehre in Ungarn wandte, stellte er sich auch gegen den Vater, der seinerzeit in der Ausbildung zum Psychoanalytiker stand, und gegen die als Psychoanalytikerin praktizierende Mutter, die im „Landesinstitut für Neurologie und Psychiatrie“ (Lipótmezö, 2. Bezirk Budapest) arbeitete und auch in den Vorstand der Ungarischen Psychoanalytischen Vereinigung gewählt worden war. Im Februar 1949 musste sie deren „freiwillige“" Selbstauflösung vollziehen. Im Jahr 1950 zog sich Gimes den hilflosen Zorn Georg Lukács’ zu, als er eine journalistische Verleumdungskampagne gegen ihn anführte.
Gimes gehörte zu denen, die sich aus der stalinistischen Parteidisziplin lösten und 1955 die postume Rehabilitation von László Rajk forderten, weshalb er aus der kommunistischen Partei ausgeschlossen wurde. 1956 war er ein Unterstützer von Imre Nagy und gab in der Zeit des ungarischen Volksaufstandes die Zeitung Magyar Szabadság heraus.
Nach dessen Niederschlagung wurde er am 5. Dezember 1956 verhaftet. Gemeinsam mit Nagy und Pál Maléter wurde er 1958 wegen Hochverrats zum Tode verurteilt und im Budapester Gefängnis durch den Strang hingerichtet. Gimes’ Frau Luci (1921–2008) mit dem siebenjährigen Sohn Miklos und der Familie der Schwester gelang die Flucht in die Schweiz. Lilly Hajdu verlor 1957 ihre Stelle in der Klinik und, als ihr wiederholt ein Visum für die Schweiz verweigert worden war, wählte sie 1960 den Freitod.
Am Beginn der politischen Wende in Ungarn im Jahr 1989 wurde Gimes’ Grab und das vier weiterer Opfer unter der Anteilnahme von mehreren hunderttausend Menschen umgebettet. Am 6. Oktober 1989 wurde das Todesurteil von einem ungarischen Gericht aufgehoben.
Für das Schweizer Fernsehen drehte der Sohn Miklos Gimes 2002 einen Film über seine Großmutter Lilly Hajdu-Gimes mit dem Titel Mutter. Im Jahr 2008 starb die Politikerin Alíz Halda (1928–2008), mit der Gimes befreundet war.

## Schriften
- Harcolunk a békéért a nemzetközi békemozgalom útja. Hungaria Könyvnap, Budapest 1950.
- Adam Raffy: Wenn Giordano Bruno ein Tagebuch geführt hätte. Übersetzung ins Deutsche. Litteratura, Budapest 1956.